# 岐阜県道182号美山洞戸線
岐阜県道182号美山洞戸線（ぎふけんどう182ごう みやまほらどせん）は、岐阜県山県市と同県関市を結ぶ一般県道である。

## 概要
岐阜県山県市中洞の国道418号交点が起点。起点より北に進み、九頭師坂トンネルを越え、関市に入る。岐阜県関市洞戸菅谷の国道256号交点が終点。

### 路線データ
- 始点：岐阜県山県市中洞（国道418号交点）
- 終点：岐阜県関市洞戸菅谷（国道256号交点）
- 延長：7.331km

## 地理
起点付近に武儀川（木曽川水系長良川支流）が流れる。

### 通過する自治体
- 岐阜県
  - 山県市
  - 関市

### 接続路線
- 国道418号（山県市中洞）
- 国道256号（関市洞戸菅谷）

### 周辺
- 岐阜県立山県高等学校
- 道の駅ラステンほらど